# Женская сборная Хорватии по водному поло
Женская сборная Хорватии по водному поло — национальная ватерпольная команда, представляющая Хорватию на международной арене. Управляющей организацией является Федерация водного поло Хорватии (хорв. Hrvatski vaterpolski savez; англ. Croatian Water Polo Federation).
До 1992 года хорватские ватерполистки выступали в составе женской сборной Югославии.

## Результаты выступлений

### Чемпионаты Европы
| Год       | Место          | И              | В              | Н              | П              | ГЗ             | ГП             | +/-            |
| --------- | -------------- | -------------- | -------------- | -------------- | -------------- | -------------- | -------------- | -------------- |
| 1993—2008 | не участвовали | не участвовали | не участвовали | не участвовали | не участвовали | не участвовали | не участвовали | не участвовали |
| 2010      | 8              | 4              | 0              | 0              | 4              | 17             | 102            | −85            |
| 2012—2014 | не участвовали | не участвовали | не участвовали | не участвовали | не участвовали | не участвовали | не участвовали | не участвовали |
| 2016      | 11             | 6              | 1              | 0              | 5              | 33             | 106            | −73            |
| 2018      | 11             | 6              | 1              | 1              | 4              | 30             | 96             | −66            |
| 2020      | 10             | 6              | 1              | 0              | 5              | 33             | 105            | −72            |
| 2022      | 8              | 8              | 2              | 0              | 6              | 66             | 126            | −60            |
| 2024      | 8              | 7              | 1              | 0              | 6              | 52             | 114            | −62            |